# Bisdom Nitra

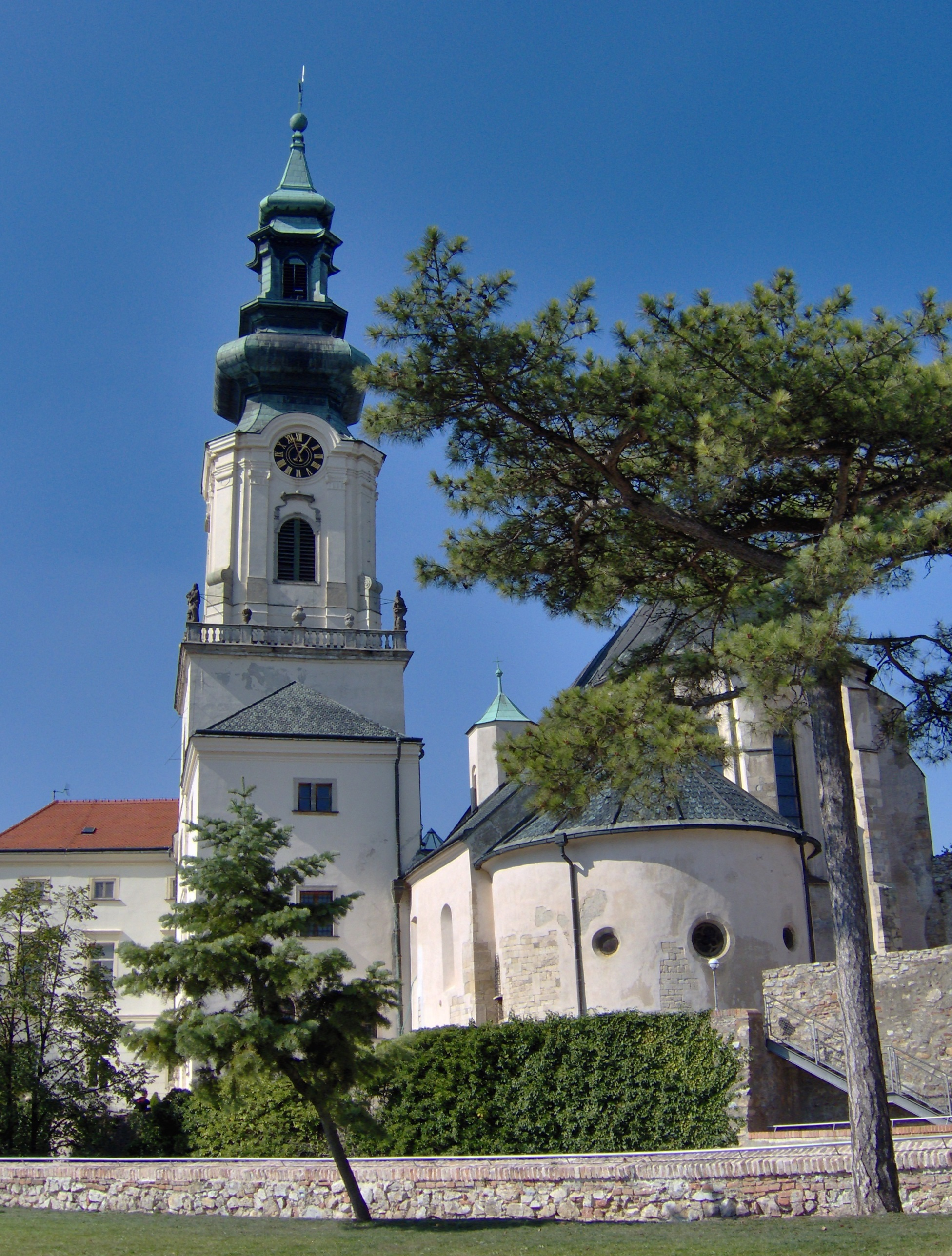
Kathedraal van Nitra

Het bisdom Nitra (Latijn: Dioecesis Nitriensis, Slowaaks: Nitrianska diecéza) is een in Slowakije gelegen rooms-katholiek bisdom met zetel in de stad Nitra. Het bisdom is samen met het aartsbisdom Trnava en de bisdommen Banská Bystrica en Žilina suffragaan aan het aartsbisdom Bratislava.

## Geschiedenis
In 880 werd in Nitra een bisdom opgericht onder aartsbisschop Methodius van het Groot-Moravische Rijk. Dit bisdom verdween waarschijnlijk weer in de 10e eeuw. Rond 1110 werd het bisdom opnieuw opgericht in het oude Koninkrijk Hongarije. Het viel toen onder het Aartsbisdom Esztergom. In 1977 werd de Slowaakse katholieke kerk losgemaakt van Hongarije en werd Nitra suffragaan aan het aartsbisdom Trnava. Trnava werd in 1995 samengevoegd met Bratislava en uiteindelijk ontstond in 2008 het metropolitane aartsbisdom Bratislava, waaraan Nitra suffragaan werd.

## Bisschoppen van Nitra
| - 870: Methodius - 880-891: Wiching - 900-906: ? - 1005-1046: Bystrík - 1106-?: Gerváz - 1133-?: Mikuláš I - 1137-?: Pavol (Šavol) - 1156-?: Ján I - 1165-?: Tomáš I - 1168-1198: Eduard - 1204-?: Ján II - 1220-1222: Vincent I - 1223-1240: Jakob I - 1241-?: Adam I - 1242-1243: Bartolomäus - 1244-1252: Adam II - 1253-1255: Mikuláš II - 1255-1272: Vincent II - 1272-?: Philipp I - 1279-1281: Peter I - 1281-1297: Pascház - 1302-1328: Ján III - 1328-1334: Meško/Mieszko van Beuthen - 1334-1347: Vitus de Castroferreo - 1347-1350: Mikuláš III - 1350-1367: Štefan I de Insula - 1368-1372: Ladislav I de Demjen - 1373-1384: Dominik de Novoloco - 1387-1388: Demeter I - 1388-1392: Gregor I - 1393-1399: Michal II - 1399-1403: Peter II - 1404-1427: Hinco/Hynek van Landstein en Morawan - 1429-1437: Juraj I - 1438-1439: Dénes Szécsi - 1440-1447: Ladislav II - 1448-1456: Mikuláš IV - 1458-1459: Albert Hangács - 1460-1463: Eliáš - 1463-1480: Tomáš II Debrenthey | - 1484-1492: Gregor II - 1492-1500: Antal Sankfalvy - 1501-1503: Mikuláš V - 1503-?: Zsigmond Thurzo - 1505-1530: Štefan II Podmanický - 1534-1557: František Thurzo - 1557-1579: Pavol Abstemius-Bornemissa - 1582-1597: Zachariáš Mošóci - 1587-1596: Štefan III Fejerkövy - 1596-1607: František II Forgács - 1607-1608: Štefan Szuhay - 1608-1619: Valentín Lépeš - 1619-1644: Ján Telegdy - 1644-?: Štefan V Bošnák - 1645-1648: Ján V Püsky - 1648-1666: Juraj II Selepčéni Pohronec - 1666-1669: Leopold Karl von Kollonitsch - 1669-1679: Tomáš III Pálffy ab Erdöd - 1679-1685: Ján Gubasóczy - 1686-1690: Peter III Korompay - 1690-1691: Jakub II Haško - 1691-1695: Blažej I Jáklin - 1696-1705: Ladislav III Maťašovský - 1706-1736: Ladislav IV Adam Erdödy - 1738-1739: Johann Ernst Harrach - 1740-1763: Imrich I Esterházy - 1764-1777: Ján Gustíni-Zubrohlavský - 1780-1783: Anton de Révay - 1787-1804: František Xaver Fuchs - 1808-1826: Józef Kluch - 1827-1838: Józef Vurum - 1838-1858: Imrich Palugyay - 1859-1892: Augustín Roškováni - 1893-1911: Imrich Bende - 1911-1920: Vilmos Batthyány - 1920-1948: Karol Kmetko - 1949-1968: Eduard Nécsey - 1973-1988: Jan Pásztor - 1990-2005: Ján Chryzostom Korec SJ - 2005-heden: Viliam Judák |